# Andrew Joudrey
Andrew David Joudrey (* 15. Juli 1984 in Bedford, Nova Scotia) ist ein ehemaliger kanadischer Eishockeyspieler und -funktionär, der im Verlauf seiner aktiven Karriere zwischen 2001 und 2017 unter anderem 177 Spiele für die Adler Mannheim aus der Deutschen Eishockey Liga (DEL) auf der Position des Centers bestritten hat. Zudem absolvierte Joudrey, der mit den Adler Mannheim im Jahr 2015 die Deutsche Meisterschaft gewann, weitere 564 Partien in der American Hockey League (AHL).

## Karriere
Joudrey wurde in der achten Runde des NHL Entry Draft 2003 an 249. Stelle von den Washington Capitals aus der National Hockey League (NHL) ausgewählt, nachdem er bis dahin für die Notre Dame Hounds in der Saskatchewan Junior Hockey League (SJHL) gespielt hatte. Bevor der 19-Jährige jedoch in den Profibereich wechselte, ging er zwischen 2003 und 2007 einem Studium an der University of Wisconsin–Madison nach und lief parallel für das Eishockeyteam in der Western Collegiate Hockey Association (WCHA) auf. Von dort wechselte er nach Abschluss des Studiums am Ende der Saison 2006/07 zu den Hershey Bears in die American Hockey League, die das Farmteam der Washington Capitals waren. Mit den Bears gewann der Stürmer in den Jahren 2009 und 2010 zweimal den Calder Cup und wurde in seiner letzten Saison dort Mannschaftskapitän.
Im Juli 2011 unterschrieb Joudrey einen Zweijahresvertrag bei den Columbus Blue Jackets, wobei er hauptsächlich für deren Kooperationspartner Springfield Falcons spielte und nur ein einziges Spiel für die Blue Jackets in der NHL absolvierte. Dennoch verlängerte der Kanadier im Juli 2013 seinen Vertrag bei den Springfield Falcons um ein weiteres Jahr. Am 19. Juni 2014 unterschrieb er einen Einjahresvertrag bei den Adler Mannheim in der Deutschen Eishockey Liga (DEL). In der Saison 2014/15 erreichte er mit den Adlern den ersten Tabellenplatz nach der Hauptrunde und gewann in den anschließenden Playoffs die Deutsche Meisterschaft. Zur Saison 2017/18 erhielt er keinen neuen Vertrag bei den Mannheimer Adlern und beendete im Alter von 33 Jahren seine aktive Karriere. Im Juli 2017 wurde Joudrey Präsident bei den Madison Capitals, einem Juniorenteam in der United States Hockey League (USHL). Diesen Posten füllte er bis ins Jahr 2020 aus.

## Erfolge und Auszeichnungen
- 2006 NCAA-Division-I-Championship mit der University of Wisconsin–Madison
- 2009 Calder-Cup-Gewinn mit den Hershey Bears
- 2010 Calder-Cup-Gewinn mit den Hershey Bears
- 2015 Deutscher Meister mit den Adler Mannheim

## Karrierestatistik
(Legende zur Spielerstatistik: Sp oder GP = absolvierte Spiele; T oder G = erzielte Tore; V oder A = erzielte Assists; Pkt oder Pts = erzielte Scorerpunkte; SM oder PIM = erhaltene Strafminuten; +/− = Plus/Minus-Bilanz; PP = erzielte Überzahltore; SH = erzielte Unterzahltore; GW = erzielte Siegtore; 1 Play-downs/Relegation; Kursiv: Statistik nicht vollständig)